# Collegio uninominale Puglia - 08 (Senato della Repubblica)
Il collegio elettorale uninominale Puglia - 08 è stato un collegio elettorale uninominale della Repubblica Italiana per l'elezione del Senato tra il 2017 ed il 2022.

## Territorio
Come previsto dalla legge elettorale italiana del 2017, il collegio era stato definito tramite decreto legislativo all'interno della circoscrizione Puglia.
Era formato dal territorio di 45 comuni: Accadia, Alberona, Anzano di Puglia, Apricena, Biccari, Bovino, Cagnano Varano, Carlantino, Casalnuovo Monterotaro, Casalvecchio di Puglia, Castelluccio Valmaggiore, Castelnuovo della Daunia, Celenza Valfortore, Celle di San Vito, Chieuti, Deliceto, Faeto, Foggia, Ischitella, Lesina, Lucera, Monteleone di Puglia, Motta Montecorvino, Orsara di Puglia, Panni, Peschici, Pietramontecorvino, Poggio Imperiale, Rignano Garganico, Rodi Garganico, Roseto Valfortore, San Giovanni Rotondo, San Marco in Lamis, San Marco la Catola, San Nicandro Garganico, San Paolo di Civitate, San Severo, Sant'Agata di Puglia, Serracapriola, Torremaggiore, Troia, Vico del Gargano, Vieste, Volturara Appula, Volturino.
Il collegio era quindi interamente compreso nella provincia di Foggia.
Il collegio era parte del collegio plurinominale Puglia - 01.

## Eletti
| Elezione | Elezione | Senatore         | Partito            |
| -------- | -------- | ---------------- | ------------------ |
|          | 2018     | Marco Pellegrini | Movimento 5 Stelle |

## Dati elettorali

### XVIII legislatura
Come previsto dalla legge elettorale, 116 senatori erano eletti con sistema a maggioranza relativa in altrettanti collegi uninominali a turno unico.
| Candidati              | Candidati                  | Voti    | %     | Liste                                | Voti    | %     |
| ---------------------- | -------------------------- | ------- | ----- | ------------------------------------ | ------- | ----- |
|                        | Marco Pellegrini ✔️ Eletto | 86 577  | 43,29 | Movimento 5 Stelle                   | 86 577  | 43,29 |
|                        | Antonella Spezzati         | 65 819  | 32,91 | Forza Italia                         | 37 745  | 18,87 |
| Lega                   | Antonella Spezzati         | 65 819  | 32,91 | 15 868                               | 7,93    |       |
| Fratelli d'Italia      | Antonella Spezzati         | 65 819  | 32,91 | 6 255                                | 3,13    |       |
| Noi con l'Italia - UDC | Antonella Spezzati         | 65 819  | 32,91 | 5 951                                | 2,98    |       |
|                        | Massimo Russo              | 35 267  | 17,63 | Partito Democratico                  | 28 000  | 14,00 |
| Civica Popolare        | Massimo Russo              | 35 267  | 17,63 | 3 656                                | 1,83    |       |
| +Europa                | Massimo Russo              | 35 267  | 17,63 | 1 896                                | 0,95    |       |
| Italia Europa Insieme  | Massimo Russo              | 35 267  | 17,63 | 1 715                                | 0,86    |       |
|                        | Giuseppe Trincucci         | 4 694   | 2,35  | Liberi e Uguali                      | 4 694   | 2,35  |
|                        | Anna Mastrangelo           | 1 955   | 0,98  | Il Popolo della Famiglia             | 1 955   | 0,98  |
|                        | Luigi Palladino            | 1 794   | 0,90  | Italia agli Italiani                 | 1 794   | 0,90  |
|                        | Giacinto Soccio            | 1 690   | 0,84  | Potere al Popolo!                    | 1 690   | 0,84  |
|                        | Raffaella Ianzano          | 1 185   | 0,59  | CasaPound                            | 1 185   | 0,59  |
|                        | Giuseppe Casarola          | 753     | 0,38  | Partito Comunista                    | 753     | 0,38  |
|                        | Silvio Lannunziata         | 162     | 0,08  | PRI - ALA                            | 162     | 0,08  |
|                        | Renato Ventura             | 114     | 0,06  | Lista del Popolo per la Costituzione | 114     | 0,06  |
| Totale                 | Totale                     | 200 010 | 100   |                                      | 200 010 | 100   |
|                        |                            |         |       |                                      |         |       |
| Voti non validi        | Voti non validi            | 7 766   | 3,74  |                                      |         |       |
| Votanti                | Votanti                    | 207 776 | 66,74 |                                      |         |       |
| Elettori               | Elettori                   | 311 317 |       |                                      |         |       |